# Uchi no maid ga uzasugiru!
Uchi no maid ga uzasugiru! (うちのメイドがウザすぎる！?, Uchi no meido ga uzasugiru!, lett. "La mia cameriera è troppo fastidiosa!"), anche noto come UzaMaid! (ウザメイド！?, UzaMeido!), è un manga scritto e disegnato da Kanko Nakamura, serializzato su Monthly Action dal 25 agosto 2016 al 25 gennaio 2023. Un adattamento anime, prodotto da Doga Kobo, è stato trasmesso in Giappone tra il 5 ottobre e il 21 dicembre 2018.

## Personaggi

Yasuhiro (a sinistra), Midori e Tsubame (al centro) e Misha (a destra)

Misha Takanashi (高梨 ミーシャ?, Takanashi Mīsha)
Doppiata da: Haruka Shiraishi
Una bambina russa che è diventata una ribelle reclusa dopo la morte della madre. Teme il comportamento di Tsubame e cerca spesso di trovare un modo per liberarsi di lei. La madre le ha dato il nome di Mysha, una serie anime sulla mascotte olimpica Misha del 1980.
Tsubame Kamoi (鴨居 つばめ?, Kamoi Tsubame)
Doppiata da: Manami Numakura
Ex soldatessa della Forza di Autodifesa Aerea con un occhio bendato che diventa la cameriera della famiglia Takanashi. Ha un'attrazione per le bambine e si affeziona molto a Misha.
Mimika Washizaki (鷲崎 みみか?, Washizaki Mimika)
Doppiata da: Sayaka Harada
Compagna di classe di Misha, soprannominata da quest'ultima "Washiwashi".
Yui Morikawa (森川 ゆい?, Morikawa Yui)
Doppiata da: Shiori Izawa
Compagna di classe di Misha che ha una rivalità unilaterale con lei.
Midori Ukai (鵜飼 みどり?, Ukai Midori)
Doppiata da: Mao Ichimichi
Un'altra ex soldatessa della JASDF con una forte attrazione per la compagna Tsubame e responsabile del fatto che la sua cotta abbia abbandonato l'aeronautica per la sua ossessione masochista.
Yasuhiro Takanashi (高梨 ヤスヒロ?, Takanashi Yasuhiro)
Doppiato da: Masayuki Katō
Il patrigno di Misha, che diventa felicissimo quando Misha gli mostra un qualsiasi tipo di interesse nei suoi confronti.
Kumagoro (クマゴロー?)
Il furetto domestico di Misha.

## Media

### Manga
Il manga, scritto e disegnato da Kanko Nakamura, è stato serializzato sulla rivista Monthly Action di Futabasha dal 25 agosto 2016 al 25 gennaio 2023. Il primo volume tankōbon è stato pubblicato il 12 gennaio 2017 e al 9 marzo 2023 ne sono stati messi in vendita in tutto dieci.
La serie è stata distribuita in Nord America da Kaiten Books che ha pubblicato esclusivamente il primo volume.

#### Volumi
| Nº | Data di prima pubblicazione | Data di prima pubblicazione | Data di prima pubblicazione |
| Nº | Giapponese                  | Giapponese                  |                             |
| -- | --------------------------- | --------------------------- | --------------------------- |
| 1  | 12 gennaio 2017             | ISBN 978-4-575-84913-4      |                             |
| 2  | 12 ottobre 2017             | ISBN 978-4-575-85043-7      |                             |
| 3  | 12 aprile 2018              | ISBN 978-4-575-85135-9      |                             |
| 4  | 12 novembre 2018            | ISBN 978-4-575-85229-5      |                             |
| 5  | 8 agosto 2019               | ISBN 978-4-575-85337-7      |                             |
| 6  | 12 marzo 2020               | ISBN 978-4-575-85421-3      |                             |
| 7  | 12 novembre 2020            | ISBN 978-4-575-85512-8      |                             |
| 8  | 11 agosto 2021              | ISBN 978-4-575-85621-7      |                             |
| 9  | 12 maggio 2022              | ISBN 978-4-575-85715-3      |                             |
| 10 | 9 marzo 2023                | ISBN 978-4-575-85822-8      |                             |

### Anime
Un adattamento anime è stato annunciato l'11 aprile 2018. La serie, prodotta da Doga Kobo e diretta da Masahiko Ōta, è andata in onda dal 5 ottobre al 21 dicembre 2018 su AT-X, Tokyo MX, KBS, BS11, Sun TV, TV Aichi e TVQ Kyushu Broadcasting. La composizione della serie è stata affidata a Takashi Aoshima, il character design a Jun Yamazaki mentre la colonna sonora è stata composta da Yasuhiro Misawa. Le sigle di apertura e chiusura sono rispettivamente Uzauza waosu! (ウザウザ☆わおーっす！?, Uzauza waōssu!, lett. "Wow fastidioso!") e Tokimeki climax (ときめき☆くらいまっくす?, Tokimeki kuraimakkusu, lett. "Emozione climax"), entrambe interpretate dalle doppiatrici Shiraishi e Numakura. In varie parti del mondo gli episodi sono stati trasmessi in streaming in simulcast da Crunchyroll. Medialink detiene la licenza nel sud-est asiatico e nell'Asia meridionale. Un OAV è stato incluso nel quarto volume Blu-ray/DVD della serie uscito il 24 aprile 2019.

#### Episodi
| Nº  | Titolo italiano (traduzione letterale) Giapponese 「Kanji」 - Rōmaji | In onda          | In onda |
| Nº  | Titolo italiano (traduzione letterale) Giapponese 「Kanji」 - Rōmaji | Giapponese       |         |
| 1   | La mia cameriera è troppo fastidiosa! 「うちのメイドがウザすぎる！」 - Uchi no meido ga uzasugiru! | 5 ottobre 2018   |         |
| 1   | Tsubase Kamoi, una ex ufficiale della JASDF che si è invaghita di una bambina russa di nome Misha Takanashi, si candida come cameriera a casa di quest'ultima. La cosa non va a genio a Misha, che è diventata aggressiva dopo la morte della madre ed è intimidita dal comportamento perverso di Tsubase. Il primo giorno di lavoro di Tsubame, Misha tenta in più modi di sbarazzarsi di lei, ma fallisce in ogni occasione. |                  |         |
| 2   | Rapita dalla mia cameriera 「うちのメイドにさらわれた」 - Uchi no meido ni sarawareta | 12 ottobre 2018  |         |
| 2   | Desiderosa di diventare amica di Misha, Tsubame cerca di fare amicizia con lei attraverso un videogioco online cooperativo, ma la sua identità virtuale viene presto scoperta. In seguito, Tsubame costringe Misha a unirsi a lei in un campeggio in montagna, dove accenna brevemente alla morte del padre quando lei aveva l'età di Misha. |                  |         |
| 3   | La mia cameriera si avvicina di soppiatto 「うちのメイドが忍び寄る」 - Uchi no meido ga shinobiyoru | 19 ottobre 2018  |         |
| 3   | Tsubame scopre che Misha non va a scuola dalla morte della madre, perché non le piace l'attenzione che riceve dal suo aspetto. Dopo aver parlato di come il giudizio sulle apparenza sia solo temporaneo, Tsubame riesce a convincere Misha ad andare a scuola il giorno dopo, anche se la bambina decide di farlo principalmente per allontanarsi dalla cameriera. Il primo giorno del rientro a scuola, Misha scopre che, a causa della negligenza della sua insegnante durante le vacanze estive, i criceti della classe hanno dato alla luce diversi cuccioli. Temendo per l'incolumità dei criceti, Misha collabora con i suoi compagni di classe per occuparsene adeguatamente e trovare una casa per i piccoli, riuscendo a superare le sue paure iniziali. |                  |         |
| 4   | Per la mia cameriera le ragazze giovani sono impagabili 「うちのメイドは幼女が尊い」 - Uchi no meido wa yōjo ga tōtoi | 26 ottobre 2018  |         |
| 4   | Misha rimanda fino all'ultimo minuto di fare i compiti del fine settimane su ciò che vorrà fare in futuro, ma riesce a finirli trovando ispirazione dopo aver saputo da Tsubame del suo lavoro secondario come realizzatrice di abiti per bambole. Misha invita la sua compagna di classe Mimika Washizaki a casa sua, e grazie a lei e a Tsubame diventa meno preoccupata per il suo aspetto esteriore. |                  |         |
| 5   | La mia cameriera si trova ovunque 「うちのメイドはどこにでもいる」 - Uchi no meido wa doko ni demo iru | 2 novembre 2018  |         |
| 5   | Yui Morikawa, una compagna di classe di Misha, la sfida a una gara per vedere chi riesce a rendersi più carina, ricevendo nel frattempo alcuni inaspettati consigli di moda da Tsubame. Durante il festival sportivo della scuola, Yui si sloga una caviglia e Tsubame la sostituisce nella squadra di Misha. |                  |         |
| 6   | La donna di un tempo della mia cameriera? 「うちのメイドの昔のオンナ？」 - Uchi no meido no mukashi no onna? | 9 novembre 2018  |         |
| 6   | Misha incontra Midori Ukai, una ex tenente della JASDF che si è innamorata di Tsubame e ha sviluppato un'ossessione masochistica per lei. Credendo di poter mandare via Tsubame da casa sua, Misha decide di assumere Midori come cameriera e di licenziare Tsubame. |                  |         |
| 7   | La mia casa senza la mia cameriera 「うちのメイドがいない家」 - Uchi no meido ga inai ie | 16 novembre 2018 |         |
| 7   | Misha inizia a pentirsi di aver licenziato Tsubame, poiché Midori si dimostra una cuoca poco soddisfacente. Misha decide così di riassumere Tsubame, ma deve comunque sopportare Midori durante il suo mese di preavviso al licenziamento. |                  |         |
| 8   | La mia ex cameriera è la figlia di una famiglia altolocata 「うちの元メイドはお嬢様」 - Uchi no moto meido wa ojōsama | 23 novembre 2018 |         |
| 8   | Venendo a sapere che la famiglia di Midori possiede un hotel di lusso, Misha e Tsubame decidono di passare la notte nella sua suite. Quando il periodo di lavoro di Midori come cameriera di Misha volge al termine, Midori finisce per trasferirsi nella casa accanto per avviare una propria attività di pulizia delle case. In seguito, Tsubame avvia due differenti indagini, la prima per cercare la biancheria intima di Misha, presumibilmente scomparsa, e la seconda per cercare la sua. |                  |         |
| 9   | L'incontro di quel giorno con la mia cameriera 「うちのメイドとあの日の出会い」 - Uchi no meido to ano hi no deai | 30 novembre 2018 |         |
| 9   | Quando il furetto Kumaguro scappa accidentalmente da casa, Misha si fa aiutare dal cane domestico di Midori e riesce a rintracciarlo a casa di Yui, scoprendo che è stata la sorellina Yuina a prenderlo con lei scambiandolo per una sciarpa. In una giornata di neve, Yui sfida Misha e Mimika in un battaglia a colpi di palle di neve, con Tsubame che fornisce alcuni consigli tattici per avere la meglio. |                  |         |
| 10  | La mia cameriera e Yasuhiro 「うちのメイドとヤスヒロと」 - Uchi no meido to Yasuhiro to | 7 dicembre 2018  |         |
| 10  | Misha e il patrigno Yasuhiro si recano una locanda di sorgenti termali di capibara, dove scoprono che Tsubame li ha seguiti e lavora lì part-time. Dopo aver avvistato un presunto panda nell'area coccole, Misha ignora gli avvertimenti di Yasuhiro e si reca da sola in montagna per trovare qualche prova riguardante il panda, ma finisce per perdersi. Sconvolto dalla scomparsa di Misha, Yasuhiro chiede a Tsubame di cercarla. Misha segue il panda che ha avvistato, che si rivela essere il figlio di una madre orso grizzly arrabbiata, ma Tsubame arriva in tempo per salvarla. |                  |         |
| 11  | La mia cameriera e la stanza proibita 「うちのメイドと開かずの部屋」 - Uchi no meido to akazu no heya | 14 dicembre 2018 |         |
| 11  | Misha invita Mimika a dormire da lei mentre Yasuhiro è via, e Yui decide di unirsi a loro, insistendo perché lo studio della madre non venga violata. Nel corso della notte, Yui e Mimika si spaventano mentre devono andare al bagno e inavvertitamente fuggono nello studio, lasciando impronte ovunque. La mattina dopo, mentre Misha si infuria scoprendo che qualcuno è entrato nello studio, Tsubame, non volendo che Misha vada contro le sue amiche, si prende la colpa dell'incidente, inducendo Misha a dirigere la sua rabbia verso di lei e a chiudersi nello studio. |                  |         |
| 12  | Ancora insieme alla mia cameriera 「うちのメイドとこれからも」 - Uchi no meido to korekara mo | 21 dicembre 2018 |         |
| 12  | Mentre Misha rimane chiusa nella stanza della madre, Yasuhiro spiega a Tsubame che lo studio è importante per Misha, poiché lei crede che la stanza possa presentare delle tracce della madre. Ricordando la morte del padre, Tsubame dice a Misha che sua madre non c'è più, inducendola a calmarsi e a scusarsi con le sue amiche. Dopo aver parlato con Misha, Midori affronta Tsubame mentre cerca di andarsene, ricordandole quanto tiene a Misha. Tsubame racconta a Misha di come la morte del padre l'abbia portata a unirsi al JASDF con la convinzione che lui la stesse aspettando in cielo. Misha spiega di essere arrabbiata con se stessa per aver apparentemente dimenticato la madre, ma Tsubame assicura a Misha che sta facendo progressi migliori di lei, che si è aggrappata al JASDF fino a quando non è stata costretta ad abbandonarlo a casa della perdita della vista dell'occhio destro. Scaldata dalle parole di Tsubame, Misha la invita a entrare nella stanza della madre per aiutarla a pulire. |                  |         |
| OAV | La mia cameriera è ancora troppo fastidiosa...... 「うちのメイドはやっぱりもうホントウザいんだなあ……」 - Uchi no meido wa yappari mō honto uzainda naa…… | 24 aprile 2019   |         |
| OAV | Misha e le sue amiche si recano insieme in un parco a tema termale, con Tsubame e Midori che si uniscono al seguito. Quando Misha finisce per dimenticare di portare la biancheria intima come ricambio per il costume da bagno, Tsubame giura di proteggere il suo pudore durante il ritorno a casa. Più tardi, Misha cerca di dimostrare di essere in grado di svolgere il lavoro di cameriera, scoprendo che non è così facile come immaginava. |                  |         |